# جاك غريغوري (لاعب كريكت)
جاك غريغوري (14 أغسطس 1895 في أستراليا - 7 أغسطس 1973 في أستراليا) (بالإنجليزية: Jack Gregory)‏ هو لاعب كريكت بريطاني وأسترالي (وحمل سابقاً جنسية المملكة المتحدة لبريطانيا العظمى وأيرلندا). شارك مع منتخب أستراليا الوطني للكريكت. أما مع النوادي، فقد لعب مع فريق جنوب ويلز الجديد للكريكت ‏.

## وصلات خارجية
- جاك غريغوري على موقع إي آس بي آن كريك إنفو (الإنجليزية)